# Club Deportivo Lítoral
Il Club Deportivo Lítoral, o semplicemente Lítoral, è una società calcistica boliviana con sede nella città di Cochabamba.
Attualmente milita nella Liga Cochabamba, uno dei campionati regionali boliviani. I colori sociali sono verde, bianco e rosso.

## Palmarès
- Campionato di La Paz - Era semi-professionistica:
  - Vittorie: 5 (1947, 1948, 1949, 1954 e 1972)
- Copa Simón Bolívar - Era semi-professionistica:
  - Secondi posti: 2 (1968 e 1969)

## Risultati nelle competizioni CONMEBOL
- Coppa dei Campioni del Sudamerica:  1 partecipazione

1948: penultimo posto del girone unico
- Coppa Libertadores:  1 partecipazione[1]

1969: turno preliminare